# 致我的人民

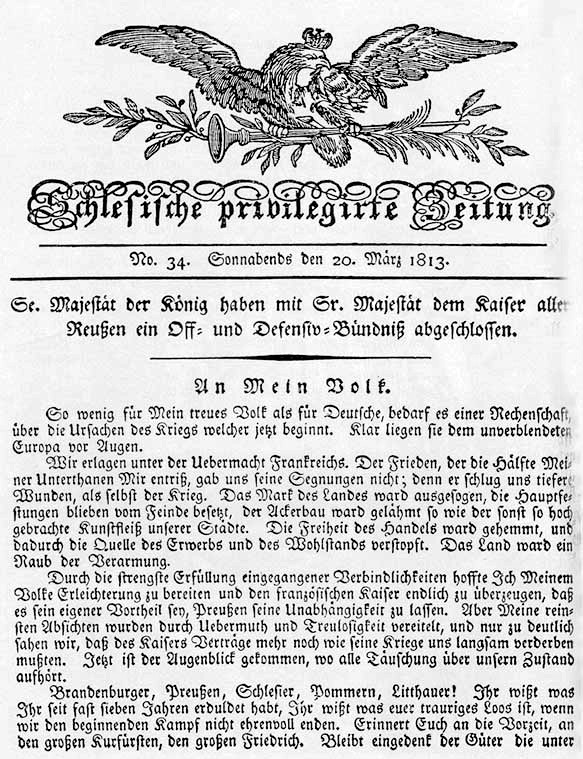
《致我的人民》首页

《致我的人民》（德語：An Mein Volk）是普鲁士国王腓特烈·威廉三世于1813年3月17日在布雷斯劳（今波兰弗罗茨瓦夫）发布的公告。该公告以“普鲁士人与德意志人”（Preußen und Deutsche）为对象（其中“普鲁士人”一词包括普鲁士境内多个族群），呼吁民众支持對抗拿破仑的战争。在演講的前一日，普鲁士正式对法宣战。
这是普鲁士君主首次直接向公众发表言论，以为其政策辩护。尽管当时柏林仍被法兰西第一帝国军队占领，该公告已由普鲁士顾问特奧多爾·馮·希佩尔（Theodor Gottlieb von Hippel）起草，并于1813年3月20日刊登在《西里西亚特许报》（Schlesische privilegirte Zeitung）上。他在其中呼籲
|  | 我的人民！...勃蘭登堡人，普魯士人，西里西亞人，波美拉尼亞人，立陶宛人！你知道你近七年來所忍受的一切，你知道如果我們不光榮地結束我們已經開始的鬥爭，你的悲慘命運將是怎樣的。記住過去，偉大的選帝侯，偉大的腓特烈大帝。記住我們的祖先在他的指揮下贏得的美好事物：良心自由、榮譽、獨立、貿易、工業和科學。牢記我們強大的俄羅斯盟友的偉大榜樣，牢記西班牙人、葡萄牙人，甚至是向強大敵人宣戰以贏得同樣美好事物並取得勝利的小民族[...]所有階級都需要犧牲，因為我們的開端是偉大的，我們的敵人的數量和資源也很大[...]但無論個人要求什麼犧牲，與我們為之奮鬥的聖物相比，它們都相形見絀，因為如果我們不想不再是普魯士人和德國人，我們為之奮鬥並且必須贏得的東西。 |

该公告宣称王室、国家与民族的统一，随后引发普鲁士军队的迅速扩编，并促成民兵、猎兵志愿者与自由军团部队的成立（如路德维希·阿道夫·威廉·冯·吕措少校领导的部队），他们共同参与了1813年德意志战役。